# Roodbuikcanastero
De roodbuikcanastero (Asthenes dorbignyi) is een zangvogel uit de familie Furnariidae (ovenvogels). Deze vogel is genoemd naar de Franse natuuronderzoeker Alcide d'Orbigny.

## Verspreiding en leefgebied
Deze soort komt voor van Bolivia tot noordwestelijk Argentinië en telt twee ondersoorten:
- A. d. consobrina: westelijk Bolivia.
- A. d. dorbignyi: centraal Bolivia en noordwestelijk Argentinië.

## Status
De grootte van de populatie is niet gekwantificeerd. De soort gaat in aantal achteruit door habitatverlies maar omdat de soort een groot verspreidingsgebied heeft is de status op de Rode lijst van de IUCN niet bedreigd.